# Muse Bihi Abdi
Muse Bihi Abdi (en somali : Muuse Bixi Cabdi, en arabe : موسى بيهي عبدي), né en 1948 à Hargeisa, en Somalie britannique, est un officier militaire puis homme d'État somalilandais. Il est président de la république du Somaliland de décembre 2017 à décembre 2024.

## Biographie
Musa Bihi Abdi né en 1948 à Hargeisa, Au cours des années 1970, il a été pilote dans l'armée de l'air somalienne sous l'administration Siad Barre. En 2010, Bihi a été nommé président du gouvernement au pouvoir Kulmiye dans la république autoproclamée du Somaliland. En novembre 2015, Bihi a été sélectionné comme candidat présidentiel du parti lors de la 5e convention annuelle du comité central.

## Carrière militaire
Dans les années 1970, il a été pilote dans l'armée aérienne somalienne (Somali Air Force) sous l'administration Siad Barre.
En 1985, il a quitté les Forces armées somaliennes pour rejoindre le mouvement rebelle, le Somali National Movement (SNM). Ce mouvement a permis de mettre fin au régime dictatorial alors en place en Somalie et qui a donné lieu à des conflits jusqu'en 1991, année de fondation de la république du Somaliland.

## Carrière politique

### Ministre de l'Intérieur sous l'administration Egal
Après la déclaration d'indépendance du Somaliland en 1991, Muse Bihi Abdi a joué un rôle vital dans la réconciliation entre différents clans. Il a ensuite été nommé ministre de l'Intérieur et de la Sécurité nationale par le président Mohamed Ibrahim Egal.

### Président du parti politique Kulmiye
En 2010, Muse Bihi est devenu le président du parti politique Kulmiye, ou Peace, Unity, and Development Party, ce qui signifie Parti pour la paix, l'unité et le développement. Il prend cette fonction durant le mandat d'Ahmed Mahamoud Silanyo, qui est également issu de ce parti politique. Il est élu en 2015 par le congrès du parti Kulmyie pour représenter le parti aux prochaines élections présidentielles de 2017. Il a été préféré au président sortant Silanyo, sa victoire étant en partie due aux logiques claniques, inhérentes à la politique au Somaliland.

### Président de la république du Somaliland
Lors de l'élection présidentielle de 2017, il est élu avec 55,10 % des voix le 13 novembre 2017 pour 5 ans. Il entre en fonction le 13 décembre 2017, à Hargeisa, la capitale du pays, en présence de dignitaires d'Éthiopie, de Djibouti, du Royaume-Uni et de l'Union européenne.
Sa priorité au pouvoir est de maintenir la paix et la stabilité dans le Somaliland. Il a également permis la construction d'une base militaire des Émirats arabes unis sur le territoire du Somaliland. Il annonce sa volonté de collaborer avec ses voisins, notamment l'Éthiopie dans le domaine de la sécurité de la région. Il cherche également activement à faire reconnaître son pays au niveau international, celui-ci n'étant reconnu par aucun autre État.
En novembre 2022, son mandat présidentiel se terminant le 13 novembre 2022, l'opposition ne le reconnaît  plus comme président légitime et crée une crise politique au Somaliland.
Lors de l'élection présidentielle de 2024, Muse Bihi Abdi perd sa candidature à la réélection face à Abdirahman Mohamed Abdullahi, obtenant 35 % des voix contre 64 % pour Abdullahi.